# Metoecus paradoxus
Metoecus paradoxus är en skalbaggsart som först beskrevs av Carl von Linné 1761.  Metoecus paradoxus ingår i släktet Metoecus, och familjen kamhornsbaggar. Arten är reproducerande i Sverige.

## Bildgalleri

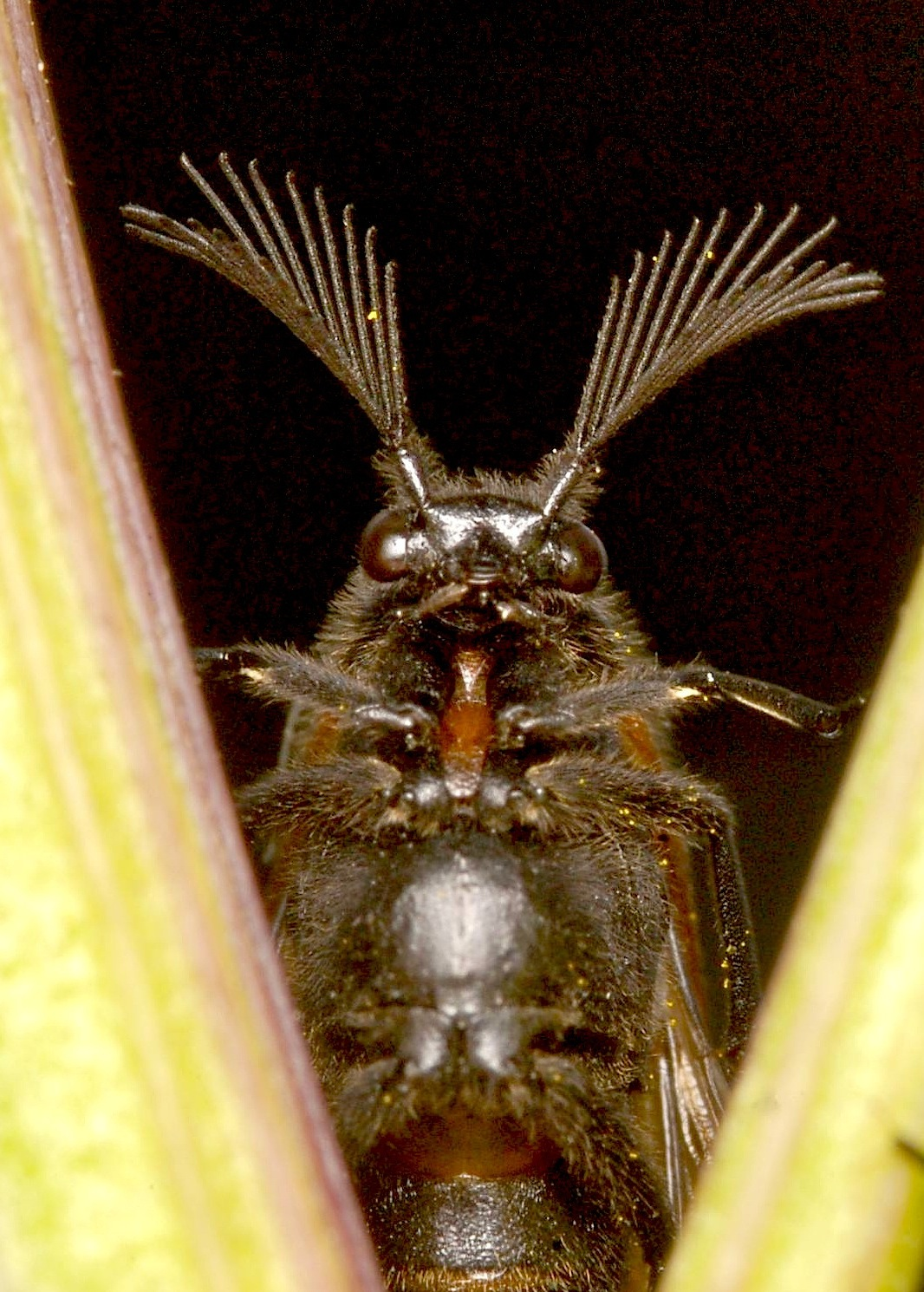
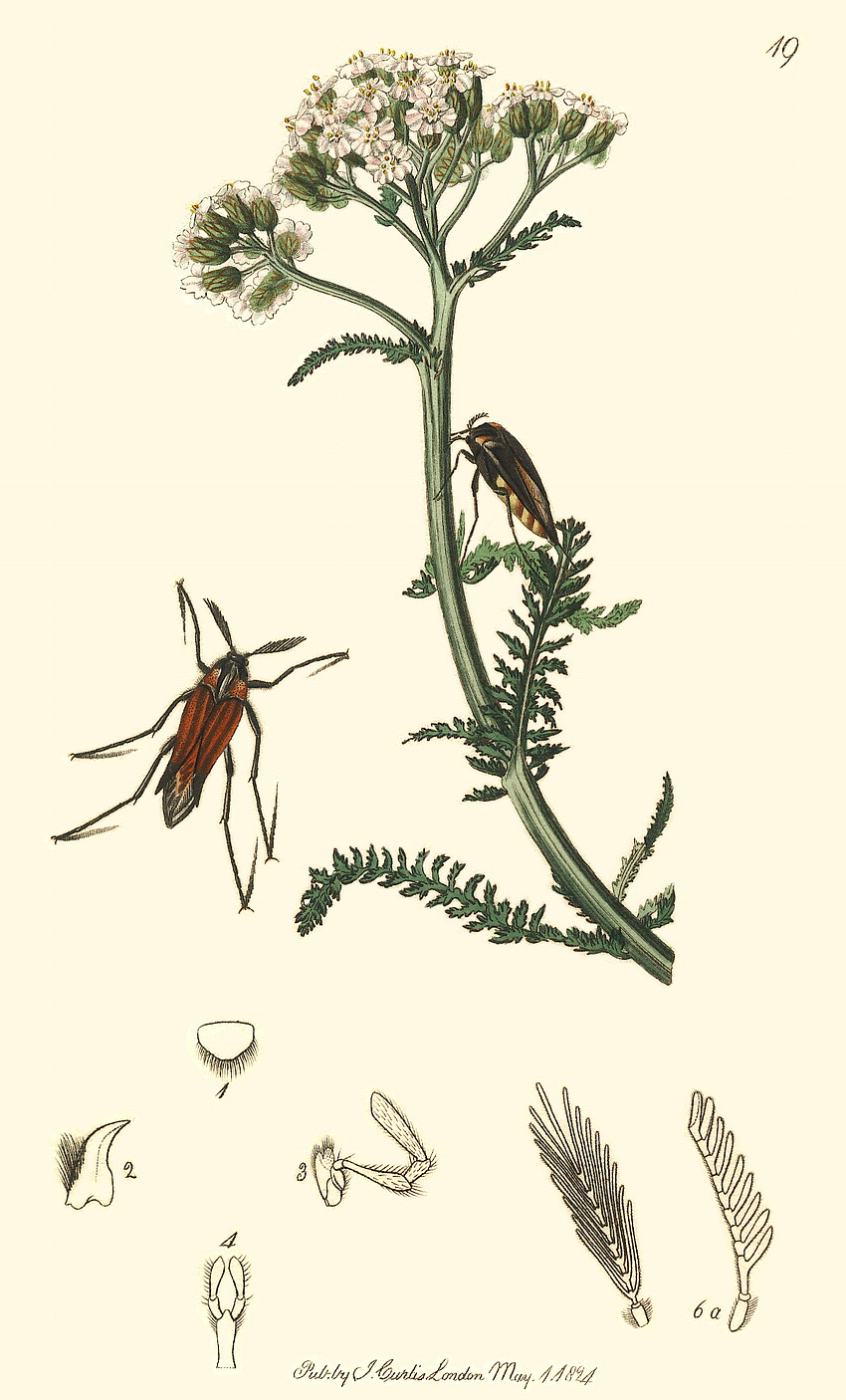